# Игжейское муниципальное образование
Игжейское муниципальное образование — муниципальное образование со статусом сельского поселения в 
Усть-Удинском районе Иркутской области России. Административный центр — Игжей.

## Демография
По результатам Всероссийской переписи населения 2010 года 
численность населения муниципального образования составила 601 человек, в том числе 275 мужчин и  326 женщин.

## Населенные пункты
В состав муниципального образования входят населенные пункты
- Игжей[2]